# Lisa Nordström

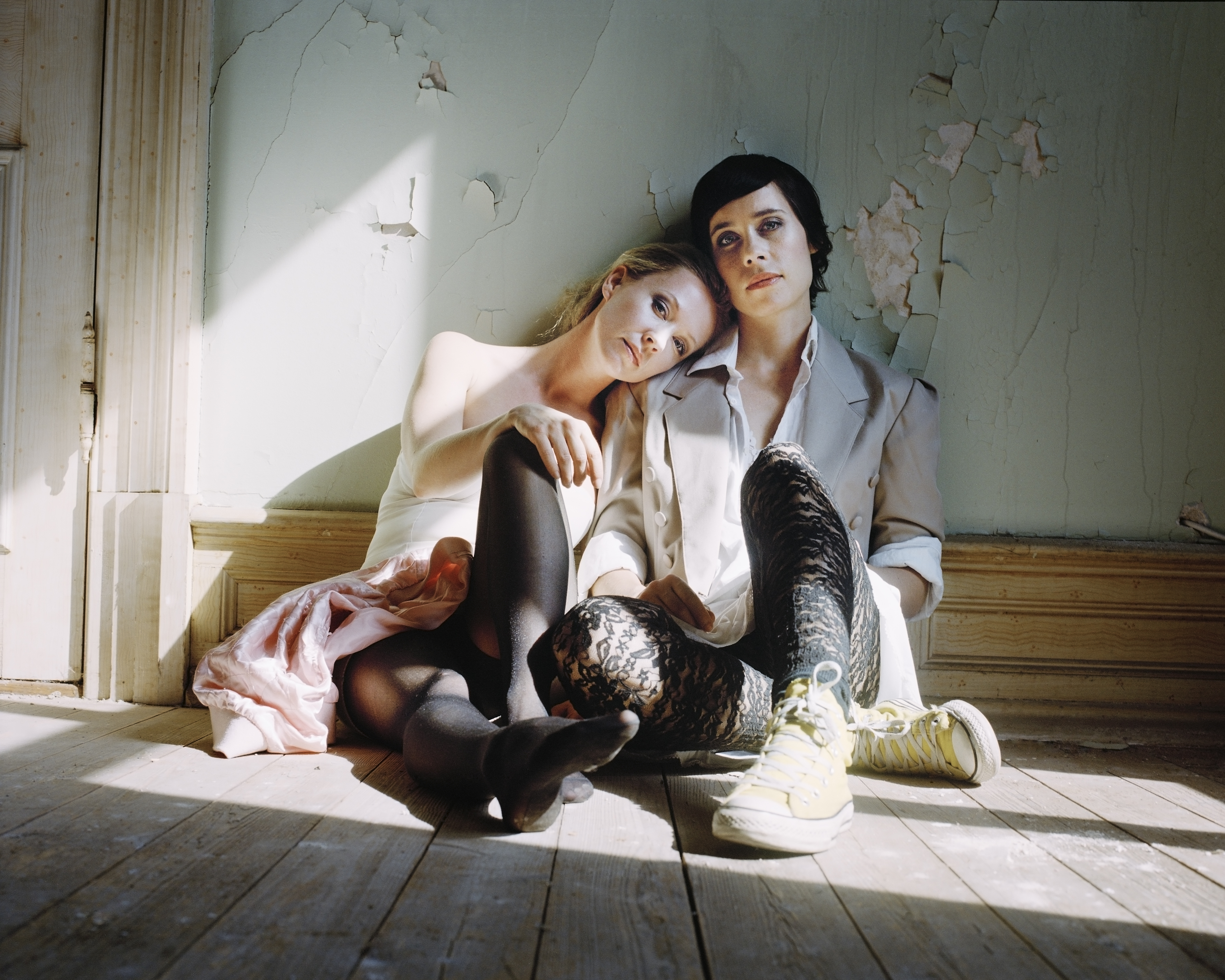
Midaircondo, Lisa Nordström till vänster.

Lisa Nordström är en svensk kompositör, musiker, producent och artist. 
Hon utgör ena halvan av musikduon Midaircondo.
2022 vann Nordström en Guldbagge  i kategorin Bästa originalmusik för musiken till dokumentärfilmen Children of the Enemy om Patricio Galvez och hans barnbarn i krigsfånglägret Al-Hol. Nordström var nominerad till Camille Awards 2022 för musiken till dokumentärfilmen Children of the Enemy. Hon har också komponerat musiken till Tonislav Hristovs(en) långfilm The Good Driver som hade premiär 2022.